# VENUS PROJECT
《VENUS PROJECT》（日语：ヴィーナス プロジェクト）是GALAT企划的跨媒介型作品。

## 概要
在离现在不远的近未来，因为情报和影像技术的高度进化，偶像们的舞台LIVE变成了展现自己状态的表演，以1对1的战斗方式来获得评价的表演战斗（パフォーマンスバトル）逐渐成为主流。以描述偶像为成为顶峰而战的「FORMULA VENUS（フォーミュラ ヴィーナス）」的“偶像×热血故事”成为了本作的主题。

## 改编游戏
在2015年4月21日由GALAT发售的PSV游戏是本作的跨媒介商品的第一弹。此游戏免费下载，但有内购内容。游戏于2016年2月3日终止服务。

### 角色
游戏内登场的角色有100名以上，以下列出的只是其中一部分。

#### “运营推荐”的角色
游戏最开始配信时准备的3名角色。在电视动画中也登场了。
高野歌恋
声 - 姫崎愛未
更級美月
声 - 田邊留依
香島夕
声 - 根本流風

#### 传奇角色
以下2角色的声优是原小貓俱樂部的成员，同时也出席了游戏的发布会。。
新藤絵理
声 - 新田恵利
稲岡亜希子
声 - 生稲晃子

## 社交游戏
《VENUS PROJECT DREAMBEAT》（ヴィーナス プロジェクトドリームビート）是2015年7月30日（iOS版）、同年8月10日（安卓版）发布的游戏应用。此外，安卓版最开始适配的机型很少，为Xperia Z3・Z4、Nexus 6・9、Sheild Tablet、ZenFone 2，但版本更新后推荐的机种就增加了。

## 漫画
在網絡漫畫配信网站“コミック・ダンガン”上，2015年4月21日起配信了全部5话。長谷川光司作画。6月16日截止前，在每月第1个、第3个礼拜二更新。单行本由KADOKAWA ASCII Media Works在2015年6月26日发售。全1卷。

## 广播节目
《广播剧 VENUS PROJECT》在2015年4月2日到9月24日在每礼拜四23点30分到45分在大阪放送播出。4月3日到9月25日，HiBiKi Radio Station也进行了网络广播。出演的有姫崎愛未（高野歌恋）、田辺留依（更級美月）、根本流風（香島夕）3位。
《女神ラジオ〜めがらじ》则在2016年7月21日到10月27日在HiBiKi Radio Station播出。每礼拜四更新。主持人是秦佐和子（原饰演エリコ）和一宮朔。

## 电视节目
2015年7月到9月放送。节目标题名与作品名《VENUS PROJECT》同，但节目播出时是综艺《VENUS PROJECT TV》和动画《VENUS PROJECT -CLIMAX-》（ヴィーナス プロジェクト クライマックス）交替播出的。此外，游戏和动画分别是用不同视点描绘的，动画的主要角色和游戏的不同。NICONICO的直播是在动画播放的22点之前30分钟开始的。在动画放映前，播放的是声优的节目。

### 电视台
| 播放期間               | 播放時間             | 播放电视台 | 面对地区 | 備考                       |
| ---------------------- | -------------------- | ---------- | -------- | -------------------------- |
| 2015年7月5日 - 9月27日 | 礼拜天 22:00 - 22:27 | TOKYO MX   | 東京都   | MX CASTING对应节目         |
| 2015年12月5日 -        | 礼拜六 21:00 - 21:30 | AT-X       | 日本全域 | CS放送 / 仅播放动画 / 重播 |

| 播放期間                | 播放時間             | 播放平台     | 面向地区 | 備考                                                                                 |
| ----------------------- | -------------------- | ------------ | -------- | ------------------------------------------------------------------------------------ |
| 2015年7月5日 - 9月27日  | 礼拜天 22:00 - 22:27 | Niconico直播 | 日本全域 | 与TOKYO MX同步                                                                       |
|                         | 礼拜天 22:30 更新    | Niconico頻道 | 日本全域 | 综艺：仅第1回免费，第2回以后收费 动画：仅0第1話（無台标・重播版）免费，第2話以后收费 |
|                         | 礼拜天 更新          | GYAO!STORE   | 日本全域 | 收费                                                                                 |
| 2015年7月12日 - 10月4日 | 日曜 12:00 更新      | GYAO!        | 日本全域 | 第1礼拜免费 GYAO!STORE收费放送开始一礼拜后GYAO!以1礼拜免费放送的形式播放             |

### VENUS PROJECT TV
2015年7月5日、19日、26日、8月2日、9日、9月27日播放的综艺节目。
此外，9月27日播放的是特别篇，9月23日播放的是東京KINEMA俱乐部举办的游戏、动画出演声优的录音实况。

#### 出演者
MC
- 美国龙虾（柳原哲也、平井善之）

动画组
- 秦佐和子
- 飯田里穂
- 早瀬莉花

游戏组
- 姫崎愛未
- 田辺留依
- 根本流風

#### 职员表
- 讲解员 - 岸野嘉正
- 構成 - 柳城稔麿
- 导演 - 荻野泰志、石本靖二郎
- 演出 - 石原健二
- 出版 - 佐藤孝之
- 协力制作 - エマクリエイティブ
- 企画制作 - Age Global Networks
- 製作著作 - GALAT / FormulaVenus执行委員会

### VENUS PROJECT -CLIMAX-
2015年7月12日、8月16日（重播）、23日、30日、9月6日、13日、20日播放的动画。

#### 角色（动画）
原惠理子（はら エリコ）
声 - 秦佐和子
本作主人公。以FORMULA VENUS新人王为目标的偶像。17岁。出身于儿童设施，现在独自生活。把作为偶像工作挣得的工资捐给了儿童设施，这有反哺的意味在里面。不过虽然心灵善良，但因一直远离社会，有“饿肚子的孩子”的称呼。到现在还是没有生过病的优良儿。
流华·索瓦加斯基（るか ソバガスキー）
声 - 飯田里穂
胜率达到第一位的新人王最有力的候选人。17歳。是日本-马兹西斯坦混血儿。7歳的时候跟随母亲从马兹西斯坦回国（日本）。
因为“像玻璃一样体弱”，一天只能唱五分钟歌，不过这超出了FORMULA VENUS1分半钟的限制。反过来利用这点，为了提高附加值，她采用了只演唱一首歌的战略并取得了成功。然而，在和取得了八连胜的惠理子对战时，因过度疲劳而伤了嗓子。
虽然赢了惠理子成了新人王，但因为喉咙受伤，还得长期休养。
濡羽美烏（ぬれは みう）
声 - 早瀬莉花
和惠理子同事务所的偶像。是世界级大企业濡羽集团的大小姐。和惠理子形成鲜明对照的是，因为容易发胖，所以需要经常限制饮食方面。她和母亲约定，若是未获得新人王的称号，便引退，之后在准决赛的第一场比赛中因败给了惠理子而引退。为了在总决赛的开幕日学会工作而赴美，头发也剪成了短发。在学校读书的半道就退学了。
紅神明日花（こうがみ あすか）
声 - 朴璐美
被称作“灵长类中最强的偶像”的女性。出道以来的八连胜记录到现在也没人追得上。惠理子在电视上看到她的战斗后便一直憧憬着偶像。在新人王决定战中担任大会委员长。
黒城星（くろき せい）
声 - 宍戸留美
明日花的宿敌。在12年前惠理子见到的战斗中败给了明日花。
河藤勇（かわとう いさみ）
声 - 伊達朱里紗
新人王候选人之一。典型的大阪姑娘。在第1回战斗的第1回合就被惠理子击败。其父親（声 - 木内秀信）也来为她应援。
大森穗留须（おおもり ほるす）
声 - 木村珠莉
新人王候选人之一。K罩杯。是从赛车女郎转业来的，年龄也是作为偶像的极限了。在第1回战斗第2回合被濡羽美乌击败。
古畑千亜（ふるはた ちあ）
声 - 山岡ゆり
新人王候选人之一。是啦啦队风格的。在第1回战斗第3回合时被鶴卷击败。
鶴巻蓮（つるまき れん）
声 - 中恵光城
新人王候选人之一。身着白大褂的理科系女子。在比试开始前投下原有的眼镜是惯例，在这之后会脱下白大褂而戴上新的眼镜，展现出兔女郎的姿态。在准决赛的第2回合被流华击败。被击败后，知道了流华所来自的马兹西斯坦的国家现状，参加了给当地送上千纸鹤的行动。
小瀬路未（おぜ ろみ）
声 - 小野早稀
新人王候选人之一。作为偶像组合Gothic13（ゴシック·サーティーン）的妹妹。受Gothic13的领导ー下司麗（姓是“しもつかさ”。声 - M・A・O）虐待，左眼被刘海遮挡。被流华讨厌，所以在第1回战斗的第4回合因士气不足而被击败。
教练
声 - 子安武人
惠理子和美乌的教练，还是土佐野晶社长的丈夫。入院中。是有“魔鬼的土佐野”称呼的有名教练。全名是“土佐 とおる”（名字表记不明）。
土佐野晶
声 - 高橋理恵子
惠理子和美乌所属事务所(株)TOSANO经纪公司的社长、教练的妻子。
老师
声 - 金月真美
儿童设施的老师。
健太
声 - 田村睦心
儿童设施的孩子。相信惠理子会取得胜利，对这事没有疑惑。
小智
声 - 村瀬歩
儿童设施的孩子。是个FORMULA VENUS宅。全名是“さがわ 小智”（姓氏表记不明）。
幼女
声 - 加隈亜衣
最近进入儿童设施的女孩子。
大佐
声 - 岩崎征実
实施为获得外贷而让流华从事偶像活动企划的马兹西斯坦大佐。
中尉
声 - 小清水亜美
马兹西斯坦的中尉，负责流华的管理。
本马导演
声 - 下崎紘史
流华出道后，日本第一个听到她歌的人。似乎也是土佐野社長的至交好友。
司机
声 - 下崎紘史
濡羽家的司机。
美烏的母亲
声 - 浅野真澄
濡羽集团的社長。以美乌没有取得就引退为条件，承认了美乌的偶像活动。
实况
声 - 髙坂篤志
新人王决定战实况担当者。
解説
声 - 松本大
新人王决定战解説者。
金竹（かなたけ）
声 - 赤澤涼太
VENUS NEWS的記者。
AI
声 - +α/あるふぁきゅん。
FORMULA VENUS的系统音声。
高野歌恋（たかの かれん）
声 - 姫崎愛未
游戏版偶像，在动画里也是现役偶像。性格开朗。也担当预告。是领导的位置。
更級美月（さらしな みづき）
声 - 田辺留依
游戏版偶像，在动画里也是现役偶像。性格很酷。也担当预告。擅长分析，在预告中一定要说出“那种意味深长的标题”。
香島夕（かしま ゆう）
声 - 根本流風
游戏版偶像，在动画里也是现役偶像。性格很天然。也担当预告。喜欢吃咖喱和鳗鱼。

#### 用语（动画）
FORMULA VENUS
是基于偶像的歌曲与舞蹈，制作的的战斗用虚拟替身，让其战斗决胜负的表演。也就是说，偶像是通过唱歌跳舞战斗的。而失败的偶像会感觉受到某种伤害，当场倒地或眼镜破碎。
这是由叫VENUS SYSTEM的技术实现的。虽说已经普及到连海边旅馆的娱乐室都有此系统框体的程度，但因惠理子惊讶的发现其内登录有演歌，从而能得出这些框体和专业比赛用的框体有若干差异的结论。
IRS
VENUS SYSTEM中生成的替身。其为Incaration of Reflecting skills（インカレーション・オブ・リフレクティング・スキルズ）的缩写。但因英语里不存在 Incaration 这个单词，所以 Incarnation（インカネーション）有是错误拼写单词的可能性。
大多数IRS都是以人型或动物型战斗机器人的姿态出现的，但美乌的IRS确是以护士风的魔法少女的姿态出现的。其IRS的粉丝亦不少。
马兹西斯坦
流華的出身国。是北方寒冷的国家。在这个大贫困国的军队认识到贫困是最大的敌人的情况下，做出了让流華参与偶像活动的决策。

#### 职员表
- 原作 - GALAT
- 監督 - 中山岳洋
- 系列构成、脚本 - 雑破業
- 角色原画 - とめきち（日语：とめきち）
- 角色设定、总作画监督 - 齐藤良成（日语：斉藤良成）
- 机械设定 - 森木靖泰（日语：森木靖泰）
- 美術監督 - 真喜屋实義
- 色彩設計 - 重光由喜子
- 撮影監督 - 町田啓
- 編集 - 武宮むつみ
- 音響監督 - 平光琢也（日语：平光琢也）
- 音乐 - 岩崎文紀（日语：岩崎文紀）、松尾早人
- 音乐制作 - IMAGINE
- 製作統括 - 鳴澤猛司
- 执行制作人 - 村山啓二郎
- 制作人 - 佐藤友紀、角田博昭、伊勢雅徳、小俣明徳、重田正憲
- 动画制作人 - 高江勇次
- 动画制作 - NOMAD
- 製作 - VENUS PROJECT执行委員会

#### 主題歌
OP「Venus Drive!! 〜キミは燃えているか〜」
作詞 - 仰木日向 / 作曲 - 石塚玲依 / 編曲 - 伊藤翼 / 歌 - 原エリコ（秦佐和子）VS 高野歌恋（姫崎愛未）
第1話・第6話では不使用。
ED
「ユメノツバサ」
作詞 - 仰木日向 / 作曲 - 若林タカツグ / 編曲 - ZENTA / 歌 - 流華・ソバガスキー（飯田里穂）
「ユメノツバサ CLIMAX Final Version」（第6話）
作詞 - 仰木日向 / 作曲 - 若林タカツグ / 編曲 - ZENTA / 歌 - 原エリコ（秦佐和子）VS 流華・ソバガスキー（飯田里穂） VS 濡羽美烏（早瀬莉花）

##### 挿入歌
「Venus Drive!! 〜キミは燃えているか〜 LegendBattle ShortVersion」（第1、2、4話）
作詞 - 仰木日向 / 作曲 - 石塚玲依 / 編曲 - 伊藤翼 / 歌 - 紅神明日花（朴璐美） VS 黒城星（宍戸留美）
「天使の一撃 歌恋・夕 RookieBattle Version」（第1話）
作詞 - 下北沢がさつ / 作曲 - 伊豆一彦 / 編曲 - 伊藤政行 / 歌 - 高野歌恋（姫崎愛未） VS 香島夕（根本流風）
「天使の一撃」（第1、4話）
作詞 - 下北沢がさつ / 作曲 - 伊豆一彦 / 編曲 - 伊藤政行 / 歌 - 高野歌恋（姫崎愛未）
「青い風」（第2話）
作詞 - 仰木日向 / 作曲 - 若林タカツグ / 編曲 - 根岸貴幸 / 歌 - 原惠理子（秦佐和子）
「Journey for life 美乌、惠理子 RookieBattle Version」（第2、4話）
作詞 - マイクスギヤマ / 作曲・編曲 - 根岸貴幸 / 歌 - 濡羽美烏（早瀬莉花） VS 原惠理子（秦佐和子）
「青い一秒 美月・歌恋 RookieBattle Version」（第2話）
作詞 - TOMO / 作曲・編曲 - 伊豆一彦 / 歌 - 更級美月（田辺留依） VS 高野歌恋（姫崎愛未）
「EVOLVE 勇・惠理子 RookieBattle Version」（第2話）
作詞 - 渡邉裕也 / 作曲 - 流歌 / 編曲 - ミライショウ / 歌 - 河藤勇（伊達朱里紗） VS 原惠理子（秦佐和子）
「1、2、3、4（ワンツースリーフォー）」（第2話）
作詞 - 森晴彦 / 作曲 - 伊豆一彦 / 編曲 - タナカノブマサ / 歌 - 原惠理子（秦佐和子）
「見果てぬ思い」（第3話）
作詞・作曲 - 伊豆一彦 / 歌 - 流華・索瓦加斯基（飯田里穂）
「ONE STAGE」（第3話）
作詞 - 仰木日向/ 作曲・編曲 - 伊藤翼 / 歌 - 流華・索瓦加斯基（飯田里穂）
「アンブレラはいかが? 流華・エリコ RookieBattle Version」（第3話）
作詞 - TOMO / 作曲 - 伊豆一彦 / 編曲 - モリヒデオミ / 歌 - 流華・索瓦加斯基（飯田里穂） VS 原惠理子（秦佐和子）
「Shootin'Star ほるす・美烏 RookieBattle Version」（第3話）
作詞 - マイクスギヤマ / 作曲 - 曽根由希江 / 編曲 - 根岸貴幸 / 歌 - 和藤永（木村珠莉） VS 濡羽美烏（早瀬莉花）
「Girl 路未・流華 RookieBattle Version」（第3話）
作詞 - 伊加ノブコ / 作曲 - 伊豆一彦 / 編曲 - タナカノブマサ / 歌 - 小瀬路未（小野早稀） VS 流華・索瓦加斯基（飯田里穂）
「Mint Flavor 濡羽美烏（CV:早瀬莉花）Version」（第4話）
作詞 - TOMO / 作曲・編曲 - SHiNTA / 歌 - 濡羽美烏（早瀬莉花）
「Boy&Girl Friend 蓮・流華 RookieBattle Version」（第5話）
作詞 - 森晴彦 / 作曲 - 奏多雅（Primo） / 編曲 - 折倉俊則 from STRIKERS / 歌 - 鶴巻蓮（中恵光城） VS 流華・索瓦加斯基（飯田里穂）
「クロック・マドモアゼル」（第5話）
作詞 - 森晴彦 / 作曲・編曲 - 飛澤宏元 / 歌 - 香島夕（根本流風）
「恋路川 歌恋・エリコ Outside Ring Battle Version」（第5話）
作詞 - TOMO / 作曲 - 伊豆一彦 / 編曲 - タナカノブマサ / 歌 - 高野歌恋（姫崎愛未） VS 原惠理子（秦佐和子）
「COIN 流華・エリコ RookieBattle Version」（第6話）
作詞 - 仰木日向 / 作曲 - 石塚玲依 / 編曲 - ZENTA / 歌 - 流華・索瓦加斯基（飯田里穂） VS 原惠理子（秦佐和子）
「Venus Drive!! 〜キミは燃えているか〜 CLIMAX FinalBattle Version」（第6話）
作詞 - 仰木日向 / 作曲 - 石塚玲依 / 編曲 - 伊藤翼 / 歌 - 原惠理子（秦佐和子） VS 流華・索瓦加斯基（飯田里穂）

#### 集数列表
| 集数   | 标题                               | 分镜     | 演出                                | 作画监督                                                                           |
| ------ | ---------------------------------- | -------- | ----------------------------------- | ---------------------------------------------------------------------------------- |
| 第一集 | 開幕、高潮迭起!                    | 中山岳洋 | 飯村正之                            | 古賀誠、藤田麻里子                                                                 |
| 第二集 | 然而、现在、在此                   | 中山岳洋 | 川西泰二                            | 谷口繁則、林眞煜 李相振                                                            |
| 第三集 | 那道光芒                           | 西田正義 | 安藤健                              | 飯飼一幸、岩岡優子 飯塚葉子                                                        |
| 第四集 | 梦想之力、有形之力                 | migmi    | 矢野孝典                            | 古賀誠、藤田麻里子 棚沢隆                                                          |
| 第五集 | 心跳，偶像们的泳装假日！战斗也有哟 | 西田正義 | 鈴木吉男                            | 服部憲知、粟井重紀                                                                 |
| 第六集 | 决战                               | 中山岳洋 | 中山岳洋 斉藤良成 飯村正之 矢野孝典 | 古賀誠、藤田麻里子 北原章雄、代見裕美 柳孝相、仁志宮真佐 久高司郎 岡戸智凱（メカ） |

第一集在7月12日首次放送，8月16日将未完成版再次重播，NICONICO CHANEL在8月20日起，以“第1集（重播版）”的名义放送完成版。
- 未完成版: 开头的节目开始前介绍、没有次回预告。OP也没有字幕。
- 完成版: ED制作完毕、有了次回预告。OP也有字幕了。

#### BD
| 卷 | 发售日         | 收录話        | 規格产品编号 |
| -- | -------------- | ------------- | ------------ |
| 1  | 2015年8月19日  | 第1話         | TKXA-1066    |
| 2  | 2015年10月21日 | 第2話 - 第3話 | TKXA-1067    |
| 3  | 2015年11月25日 | 第4話 - 第5話 | TKXA-1068    |
| 4  | 2015年12月23日 | 第6話         | TKXA-1069    |

## 出典
1. ↑  九州を拠点とするローカルアイドルユニット「LinQ」に所属している。
2. ↑  新田恵利&生稲晃子、アイドル育成ゲームで声優初挑戦 （页面存档备份，存于） - マイナビニュース（マイナビ）、2015年3月6日
3. ↑  . HiBiKi Radio Station.   [2016-07-14]. （原始内容存档于2021-04-13）.
4. ↑  .   [2015-06-07]. （原始内容存档于2016-02-02）.
5. ↑  .   [2015-06-30]. （原始内容存档于2021-05-28）.
6. ↑  第6話で登場したネットニュースの記事より。